# NV-5138
NV-5138 یک مولکول کوچک دارویی است که توسط شرکت «دارویی نَویتور» برای درمان اختلال افسردگی عمده در حال ساخت است. این دارو، فعال‌کنندهٔ مستقیم و انتخابی مسیر پیام‌رسانی سلولی «mTORC1» است و این کار را از طریق اتصال به پروتئین سسترین ۲ که یک اسید آمینه تنظیمی دارای لوسین است، انجام می‌دهد. مسیر پیام‌رسانی سلولی «mTORC1»، همان مسیری است که داروی کتامین (یک آنتاگونیست NMDA) در قشر پیش‌پیشانی مغز جهت اثربخشی داروهای سریع‌الاثر ضدافسردگی فعال می‌کند. در مدل‌های حیوانی، مشاهده گردیده که یک تک‌دوز از این دارو می‌تواند مسیر پیام‌رسانی یادشده را فعال‌کند و موجب سیناپس‌زایی در قشر پیش‌پیشانی گردد. همچون کتامین، این دارو نیز برای تأثیر خود نیازمند فاکتور نوروتروفیک مشتق از مغز (BDNF) است. اثرات ضدافسردگی این دارو به مدت طولانی ماندگار است (تا ۷ روز) و اثری مشابه کتامین دارد. بر پایهٔ یافته‌های امیدبخش پیش‌بالینی، تلاش بر آن است تا از این دارو در کارآزمایی بالینی بر روی انسان استفاده شود و در نوامبر ۲۰۱۹ میلادی، فاز اول آن برای درمان اختلال افسردگی عمده تکمیل گردید و طی آن، اثربخشی، بی‌خطری، میزان تحمل، و فارماکوکینتیک آن بررسی گردید.